# Liste der denkmalgeschützten Objekte in Suben
Die Liste der denkmalgeschützten Objekte in Suben enthält die denkmalgeschützten, unbeweglichen Objekte der Gemeinde Suben im Bezirk Schärding (Oberösterreich).

## Denkmäler
| Foto  |                 | Denkmal                                                                                                  | Standort                          | Beschreibung | Metadaten |
| ----- | --------------- | --- | --------------------------------- | --- | --- |
| ja    | Datei hochladen | Dornkapelle HERIS-ID: 38719 Objekt-ID: 38312                                                             | neben Suben 37 Standort KG: Suben | Errichtet 1636 durch Propst Matthias Froschhamer (1628–1640), um die Verfolgung durch die Schweden abzuwenden. Relief aus Kelheimer Marmor, das ihn und 18 Chorherren kniend vor dem kreuztragenden Christus zeigt. | BDA-Hist.: Q37983516 Status: Bescheid Stand der BDA-Liste: 2025-06-30 Name: Dornkapelle GstNr.: 68/1 |
| ja    | Datei hochladen | Zweythurmvilla HERIS-ID: 5827 Objekt-ID: 1701                                                            | Suben 7 Standort KG: Suben        | Die zweigeschoßige historistische Villa wurde 1913/14 als Wohnhaus und Ordination des Gemeinde- und Gefängnisarztes Dr. Max Zweythurm erbaut. Nachdem die Villa zuletzt von Dr. Alois Hein als Wohnhaus und Ordination genutzt wurde, wurde sie 2006/07 renoviert und dient jetzt als Gemeindeamt. | BDA-Hist.: Q37855324 Status: § 2a Stand der BDA-Liste: 2025-06-30 Name: Zweythurmvilla GstNr.: 180/1 |
| ja    | Datei hochladen | Mariensäule HERIS-ID: 21142 Objekt-ID: 17457                                                             | bei Suben 7 Standort KG: Suben    | Die Mariensäule wurde 1687 durch den Propst Ernest Theophil Scharrer, Edler vom Friesenegg, zum Dank an die Siege über die Türken (1683 vor Wien und 1686 vor Budapest) und zur Verherrlichung von Kurfürst Maximilian Emanuel errichtet. | BDA-Hist.: Q37859265 Status: § 2a Stand der BDA-Liste: 2025-06-30 Name: Mariensäule GstNr.: 180/3 |
| ja    | Datei hochladen | Kath. Pfarrkirche hl. Lambert, ehem. Augustiner Chorherrn Klosterkirche HERIS-ID: 21140 Objekt-ID: 17455 | Suben 1 Standort KG: Suben        | Die Kirche wurde in den Jahren 1766 bis 1770 unter Propst Ildefons Schalkhamer von Baumeister Simon Frey im Stil des Spätrokoko erbaut. 1785 wird die ehemalige Klosterkirche zur Pfarrkirche. | BDA-Hist.: Q25929436 Status: § 2a Stand der BDA-Liste: 2025-06-30 Name: Kath. Pfarrkirche hl. Lambert, ehem. Augustiner Chorherrn Klosterkirche GstNr.: .2 Pfarrkirche hl. Lambert, Suben                   |
| ja BW | Datei hochladen | Justizanstalt Suben, ehem. Augustiner-Chorherrenstift HERIS-ID: 21141 Objekt-ID: 17456                   | Suben 1 Standort KG: Suben        | Das Stift wurde im 11. Jahrhundert durch Tita von Vornbach gegründet; es wurde 1784 säkularisiert und dient seit 1855/56 als Gefängnis. Vom ursprünglichen Bau sind noch Teile des Westturms der Kirche erhalten. Im 17. Jahrhundert wurde die Anlage um einen Krankentrakt sowie eine Propstei erweitert. Die Stiftskirche wurde 1766 bis 1770 erbaut. Im Zuge der Umwandlung in ein Gefängnis wurde die Anlage ebenfalls umgebaut. Die letzten größeren Änderungen stammen aus dem Zeitraum zwischen 1972 und 1982; unter anderem wurde der Verbindungstrakt zur Kirche abgerissen. | BDA-Hist.: Q1714307 Status: § 2a Stand der BDA-Liste: 2025-06-30 Name: Justizanstalt Suben, ehem. Augustiner-Chorherrenstift GstNr.: 85, 89/2, 98/1, 98/2, 100/5, 101, 106, 109, .1, .3/1, .3/2 Stift Suben |